# Bataille de Medina
Guerre d'indépendance du Mexique
La bataille de Medina eut lieu approximativement à 20 km de San Antonio de Béjar (aujourd’hui San Antonio, Texas) le 18 août 1813 dans le cadre de la guerre d'indépendance du Mexique contre l'Empire espagnol dans la vice-royauté de la Nouvelle-Espagne. Les troupes espagnoles du général royaliste José Joaquín de Arredondo y défirent les forces républicaines (qui se faisaient appeler l'Armée républicaine du Nord), formées de révolutionnaires texans mexicains et texans américains et qui participèrent à l'expédition Gutiérrez-Magee (en) commandée par le général José Álvarez de Toledo y Dubois (en).

## Précédents
Déterminé à libérer le Texas de l'occupation espagnole, Bernardo Gutiérrez de Lara (en) se rendit à  Washington et obtint du soutien pour son entreprise. En 1812, le colonel Augustus William Magee qui avait commandé les troupes de l'armée américaine à la frontière entre la Louisiane et le Texas démissionna de son commandement et forma l'Armée Républicaine du Nord pour aider l'expédition Gutiérrez-Magee. L'étendard de l'armée était d'un profond vert émeraude, peut-être à l'initiative du Colonel Magee qui était protestant d'origine irlandaise.
Nacogdoches fut prise le 12 avril 1812 sans rencontrer beaucoup de résistance et le 7 novembre 1812 l'Armée républicaine du Nord entra dans ce qui est aujourd'hui Goliad où elle s'empara du fort de Presidio La Bahia (en). Les royalistes espagnols s'opposèrent rapidement à eux et commencèrent un siège de quatre mois. Le Colonel Magee mourut le 6 février 1813 dans le fort. Après de nombreux assauts et de lourdes pertes, les Espagnols levèrent le siège et retournèrent à San Antonio de Bexar.
Le 25 mars 1813 L'Armée républicaine du Nord quitta le fort La Bahia pour se rendre à Bexar après avoir reçu des renforts. Le colonel Samuel Kemper remplaça Magee et le lieutenant-colonel Reuben Ross fut élu commandant en second.

## La bataille
Il y avait approximativement 1 400 Texans dans l'Armée Républicaine de l'époque, composée de Tejanos (en), d'Américains, de Créoles espagnols, et d'anciens soldats royalistes espagnols soutenus pas une force auxiliaire d'Indiens avec au moins un esclave noir. L'armée espagnole du général Arredondo, comptant près de 1 800 hommes, avait campé sur la rive nord de la rivière Medina environ 10 km au nord des troupes royalistes qui étaient stationnées près de l'actuelle Leming.
La bataille dura quatre heures. Le plan de Toledo prévoyait de prendre en embuscade les troupes royalistes tandis qu'elles traverseraient un défilé sur la route Bexar–Laredo. De même, Arredondo avait envoyé dans la matinée des éclaireurs avec une partie de la cavalerie pour tenter de déterminer l'emplacement des troupes de Tolèdo. Tout à fait accidentellement, ils tombèrent sur l'embuscade républicaine et se retirèrent après un bref échange de tirs.
Les soldats républicains les prirent en chasse, confondant apparemment la cavalerie qui déplaçait de grandes volutes de poussière avec l'armée principale; On croit que Toledo essaya en vain d'empêcher ses troupes d'avancer. Le terrain sablonneux ralentit leur poursuit et les canons qu'ils tiraient s'enfoncèrent dans le sable. Quand ils atteignirent les lignes espagnoles, ils étaient fatigués et assoiffés. Ils réussirent cependant à mettre en déroute certaines unités d'artillerie espagnole et tentaient une manœuvre de flanc quand ils furent repoussés par des unités de cavalerie espagnole. La situation était moins claire pour Arredondo qui était prêt à donner l'ordre de repli à ses troupes quand il fut informé par un déserteur que les troupes républicaines tentaient également de se désengager en raison de leur épuisement. Il ordonna alors immédiatement d'aller de l'avant.
Les Républicains se dispersèrent en désordre. Toledo, Perry et quelques-uns de leurs associés se dirigèrent droit vers la Louisiane. L'armée espagnole maintenait sa pression, tuant beaucoup des soldats qui fuyaient. La plupart des autres furent capturés et sommairement exécutés. Des 1 400 soldats du côté républicain, moins de 100 survécurent tandis que les royalistes ne perdaient que 55 hommes. Les cadavres des troupes républicaines furent abandonnés et ne furent enterrés qu'en 1822 quand José Félix Trespalacios (en), premier gouverneur de Coahuila y Tejas de l'État du Mexique nouvellement créé, ordonna à un détachement de soldats de récupérer leurs os et de les enterrer honorablement sous un chêne qui avait poussé sur le champ de bataille.
Les mesures de rétorsion contre les partisans de l'indépendance eurent un effet négatif dans la province. La politique contre-insurrectionnelle des Espagnols amena une diminution substantielle de la population Texane.
La bataille de Médine mit fin à la rébellion au nord du Rio Grande. José Antonio Navarro (en) et José Francisco Ruiz (en), survivants de l'Armée républicaine du Nord, comptèrent parmi les signataires de la Déclaration d'indépendance du Texas en 1836.

## Sources
- (en) De la Teja, Jesus (1991), A Revolution Remembered: The Memoirs and Selected Correspondence of Juan N. Seguin, Austin, TX: State House Press,  (ISBN 0-938349-68-6)
- (en) Edmondson, J.R. (2000), The Alamo Story-From History to Current Conflicts, Plano, TX: Republic of Texas Press,  (ISBN 1-55622-678-0)
- (en) Arellano, Dan (2006), Tejano Roots, A Family Legend, TX: Republic of Texas Press,  (ISBN 0-615-12994-3)